# Monte Negro (Cabo Verde)
Monte Negro es una localidad caboverdiana del municipio de Santa Cruz.

## Geografía
La localidad está situada en la isla de Santiago.

## Organización territorial
La localidad abarca los lugares y barrios de:
- Achada Riba
- Aguada
- Bolanha
- Chã de Zimbrao
- Chão Freire
- Covão de Poilão
- Gil André
- Lém Lopes
- Monte
- Para Rapaz
- Ponta Diante
- Ponta Traz
- Tchada Prela
- Tcham de Capela